# Heliosperma pusillum
Heliosperma pusillum (Waldst. & Kit.) Rchb., 1844  è una pianta appartenente alla famiglia Caryophyllaceae.

## Descrizione
Pianta perenne, alta 8–15 cm; fusto ramoso con fiori inseriti a diverse altezze e con peduncoli di lunghezza variabile; foglie basali lineari spatolate, lunghe dai 15 ai 20 mm. formanti rosette lasse; fiori di diametro 6– 9 mm. con petali bianchi spatolati triangolari accostati ma non sovrapposti con lembo smarginato 4 dentato con 2 piccole squame alla base.

## Distribuzione e habitat
Questa specie ha un areale europeo
Pianta comune, fiorisce da giugno ad agosto nei ripari della roccia ed ambienti con stillicidio dai 1000 ai 2600 m.